# Лермонтов, Александр Михайлович
Александр Михайлович Лермонтов (27 февраля 1838 — 26 декабря 1906) —  русский военачальник, генерал от кавалерии.

## Биография
Представитель так называемой острожниковской линии Лермонтовых. Сын Михаила Николаевича Лермонтова (1792—1866), адмирала. Прямой потомок Петра Петровича Лермонтова (ум. 1704), брата Евтихия (Юрия) Петровича, предка поэта. Образование получил в Пажеском Его Императорского Величества корпусе.
В службу вступил корнетом 16 июня 1856 года. Поручик с 3 апреля 1860 года. Штабс-ротмистр с 30 августа 1861 года. С 17 апреля 1863 года ротмистр. Командовал: эскадроном 5 лет, дивизионом 2 года.
С 23 апреля 1872 года командир 13-го драгунского Военного ордена полка. 
Участник Русско-турецкой войны (1877—1878). Командуя 13-м драгунским Военного ордена полком в чине полковника (с 31 марта 1868 года), А. М. Лермонтов действовал у Ахметли. Там он разбил и прогнал в горы башибузуков, захватив одного из их главарей — Хаджи-эфенди. 22 ноября 1877 года командовал Маренской позицией у города Елены.
6 февраля 1878 года 13-й драгунский полк во главе с полковником А. М. Лермонтовым, вошёл в Бургас где был торжественно встречен болгарским населением. Ныне, на месте этой встречи — перекрёстке улиц «Освобождение» и «Эсперанто» — стоит монумент русским воинам, погибшим за освобождение Бургаса. На стене дома, где Лермонтов жил с 6 февраля по 29 марта 1878 года, есть мемориальная доска. Улица, где находится этот дом (№ 15), называется «Лермонтов» в честь Александра Михайловича. Также у г. Созополь на шоссе есть мемориальная доска с надписью: «От тук на 7 II 1878 год преминаха освободителните руски войски от летящият бургаски отряд на генерал-майор Александър Михайлович Лермонтов които освободиха Созопол от османско робство».
За освобождение Бургаса 23 февраля 1878 года был произведён в генерал-майоры и назначен командиром 2-й бригады 9-й кавалерийской дивизии. 22 июля того же года назначен командиром 2-й бригады 1-й кавалерийской дивизии.
С 6 ноября 1881 года по 14 июля 1883 года командир Кирасирского Её Величества лейб-гвардии полка. 14 июля 1883 года назначен командиром 2-й бригады 1-й гвардейской кавалерийской дивизии. 
19 июля 1886 года назначен начальником 12-й кавалерийской дивизии, а 30 августа произведён в генерал-лейтенанты.
С 23 июля 1896 года командир Кавалерийского корпуса. 6 декабря 1896 года произведён в генералы от кавалерии. В конце 1897 года Кавалерийский корпус был переименован в 1-й кавалерийский корпус.
2 ноября 1902 года назначен членом Военного Совета.

## Семья
- Жена — баронесса Александра Федоровна фон Стюарт.
  - Сын — Сергей Александрович Лермонтов (1861—1932), российский дипломат;
  - Сын — Михаил Александрович Лермонтов (1859 — ?), генерал-лейтенант императорской армии.

## Награды
Российской Империи:
- Орден Святой Анны 3-й ст. (1863)
- Орден Святого Станислава 2-й ст. (1867)
- Императорская корона к Ордену Святого Станислава 2-й ст. (1869)
- Орден Святой Анны 2-й ст. (1871)
- Орден Святого Владимира 4-й ст. (1873)
- Золотое оружие «За храбрость» (1878)[7]
- Орден Святого Станислава 1-й ст. с мечами (1867)
- Орден Святого Владимира 3-й ст. с мечами (1882)
- Орден Святой Анны 1-й ст. (1882)
- Орден Святого Владимира 2-й ст. (1885)
- Орден Белого Орла (1890)
- Орден Святого Александра Невского (1897)
- Знак отличия за XL лет беспорочной службы (1899)
- Брильянтовые знаки к Ордену Святого Александра Невского (1902)

Иностранных Государств:
- Прусский Орден Красного Орла 2-й ст. (1875)
- Прусский Орден Короны 2-й ст. со звездой и мечами (1880)